# La Spezia (provincie)
De provincie La Spezia is gelegen in de Noord-Italiaanse regio Ligurië. In het oosten grenst ze aan de provincie Genua, in het noorden aan de provincie Parma (Emilia-Romagna) en in het oosten aan de Toscaanse provincie Massa-Carrara.
La Spezia behoort tot de kleinste Italiaanse provincies. Het binnenland is heuvelachtig met toppen die tot 1640 meter hoog reiken. Het belangrijkste dal is het Val di Vara dat over de gehele lengte van de provincie het bergland doorsnijdt. De belangrijkste plaats in het noordelijke deel van het dal is het kleurrijke Varese Ligure. De kust is overwegend rotsachtig. De Cinque Terre, in het zuidwesten, hebben de status van nationaal park. De vijf dorpen zijn autovrij door een wandelpad met elkaar verbonden. De plaatsen Vernazza, Manarola en Riomaggiore zijn spectaculair gelegen op rotsen boven zee. Porto Venere heeft vrolijke gekleurde huizen en kijkt uit op het eiland Palmaria. Dit eiland vormt samen met Tino en Tinetto de archipel Golfo dei Poeti die de status van regionaal natuurpark heeft.
De hoofdstad La Spezia werd in de Tweede Wereldoorlog vrijwel geheel verwoest, van een echt historisch centrum is hier geen sprake. Wel heeft de stad een belangrijk archeologisch museum. Ten zuidoosten van de stad ligt tussen Lerici en Ameglia het natuurpark Montemarcello. Lerici is een belangrijke badplaats en heeft een robuust, hoog op een rots gelegen, kasteel. Vlak bij de grens met Toscane liggen, ten zuiden van de plaats Castelnuovo Magra, de resten de oude romeinse havenstad Luni. Tweeduizend jaar later zijn het wegennet, de muren, het forum, theater, amfitheater en thermen nog te bezichtigen. Het belangrijkst zijn de goed bewaard gebleven mozaïeken in de Domus dei mosaici.

## Foto's

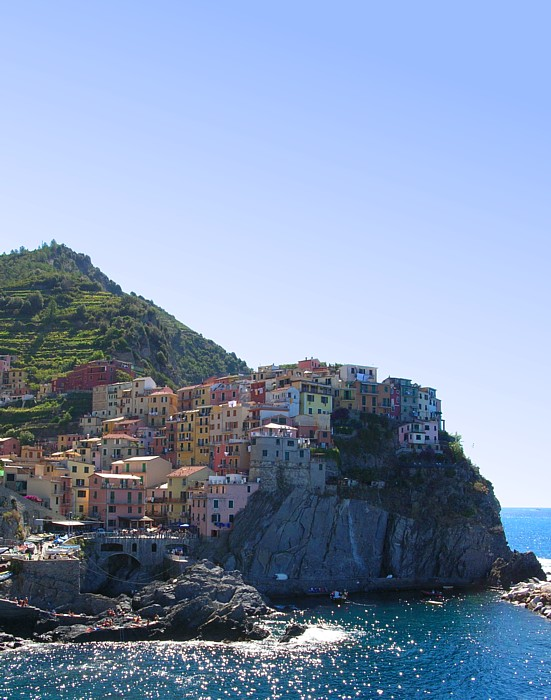
Manarola

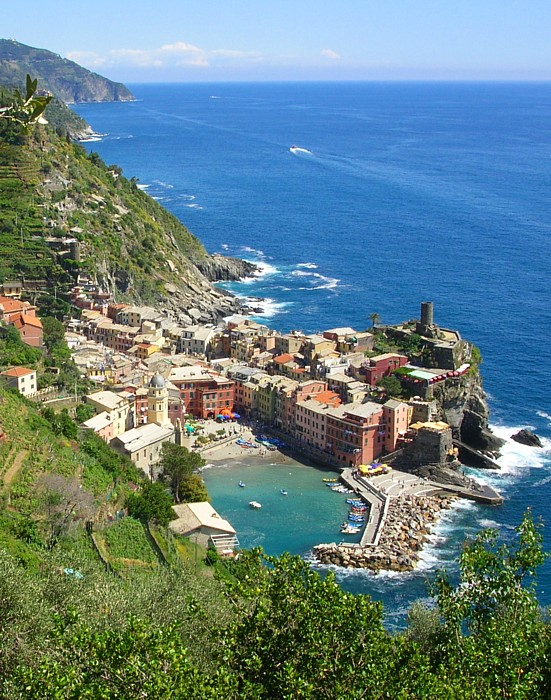
Vernazza

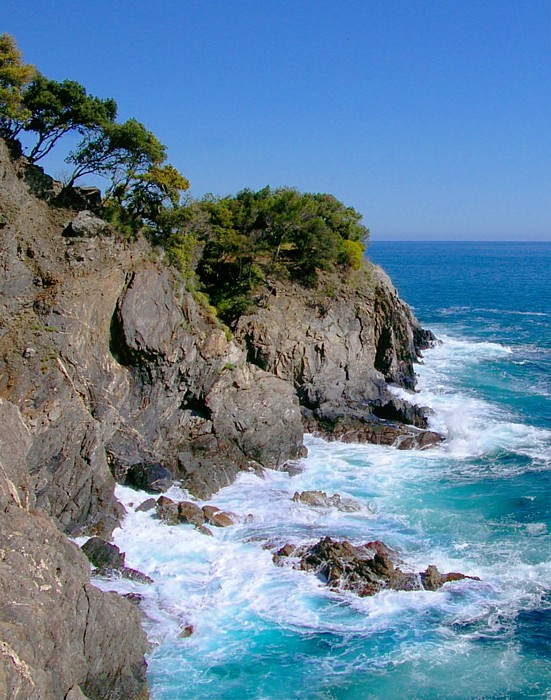
Monterosso

## Belangrijke plaatsen
- La Spezia (91.027 inw.)
- Sarzana (20.022 inw.)